# Callicostella juruensis
Callicostella juruensis är en bladmossart som beskrevs av Brotherus 1906. Callicostella juruensis ingår i släktet Callicostella och familjen Hookeriaceae. Inga underarter finns listade i Catalogue of Life.